# Renaat Ramon
Renaat Ramon (Brugge, 1936) is een Belgisch dichter en beeldhouwer.

## Levensloop
Renaat Ramon is auteur van gedichten, visuele poëzie, aforismen, monografieën en essays. Hij is tevens beeldend kunstenaar en performer.
Hij was redacteur bij Radar en Diogenes.

## Publicaties
- Oogseizoen, 1976, poëzie, uitg. Contramine.
- Ansichten, 1980, poëzie.
- Rémy De Muynck-Saint-Rémy, 1981, essay.
- Flandria Fabulata, 1983, poëzie.
- In-, Uit- Vallen, 1983, Ramonismen.
- Ludovicus Van Haecke, 1984, studie.
- Noodweer, 1987, poëzie.
- Praxis, 1987, visuele poëzie.
- Ongehoorde gedichten, 1997, poëzie.
- Qui-Vive, 1999, poëzie.
- Rebuten, 2004, gedichten.
- Geheim besogne, 2006, gedichten.
- Zichtbare stem, 2009, poëzie.
- Klemtekens, Renaat Ramon, bloemlezing samengesteld door Joris Van Hulle, Gent, Poëziecentrum, 2012.
- Vorm & visie. Geschiedenis van de concrete en visuele poëzie in Nederland en Vlaanderen, 2014.
- Draagvlak en visier, 2016, poëzie.

## Beeldhouwwerk
- Ruimteteken, 1962, Varsenare.
- Sculpta I, eerste prijs voor beeldhouwwerk, Koekelare, 1981.
- Kijkkops, 1981, Sint-Andries, Krakkestraat.
- Parenthese, tuin Roger Bonduel, Zeeweg, Sint-Andries.
- De Cycloop, Cultureel Centrum De Dijk, Sint-Pieters-Brugge, 1983.